# Enicoptera sumatrana
Enicoptera sumatrana är en tvåvingeart som först beskrevs av Erich Martin Hering 1938.  Enicoptera sumatrana ingår i släktet Enicoptera och familjen borrflugor. Inga underarter finns listade i Catalogue of Life.